# Noimă

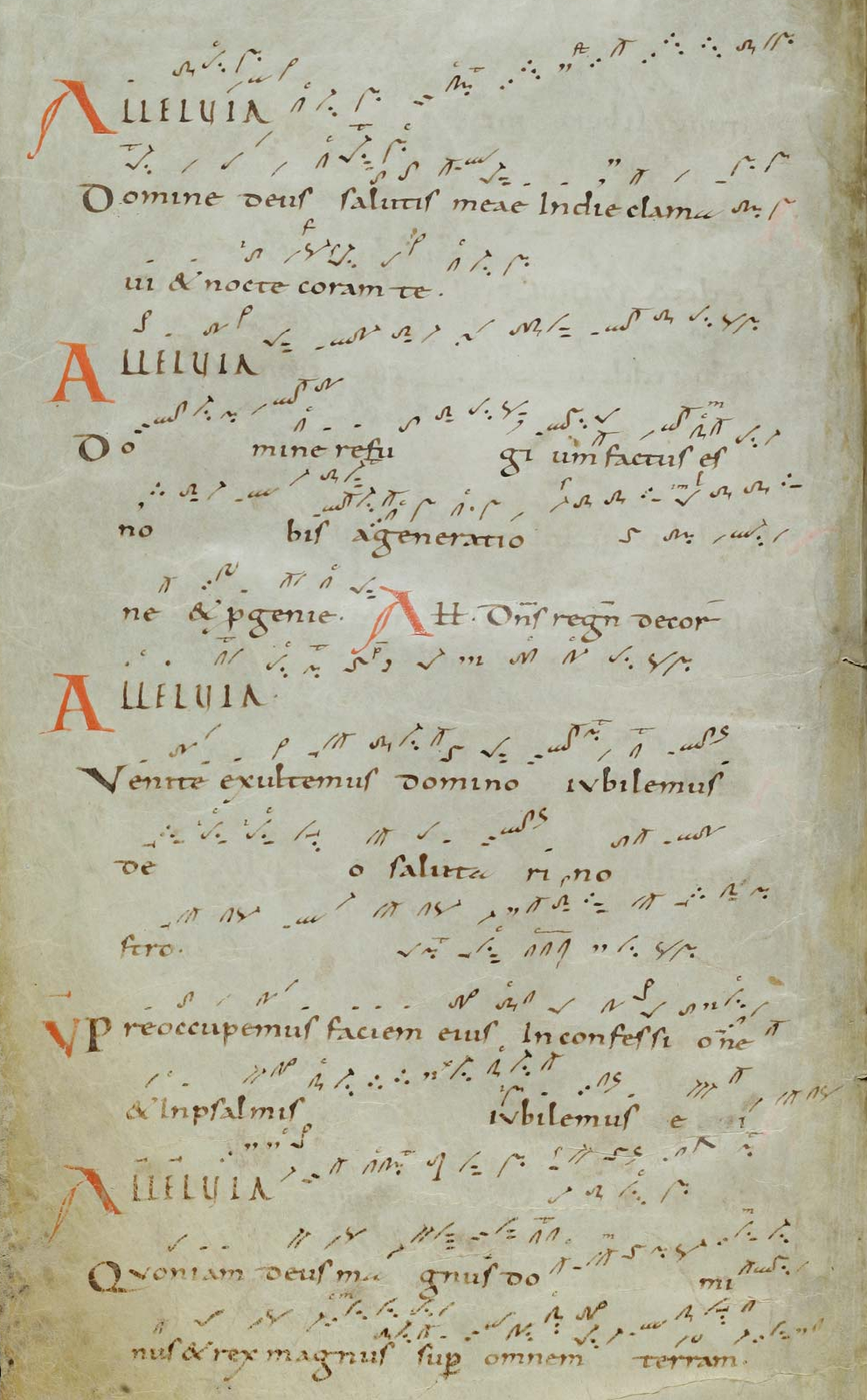
Cântare aleluia cu noime

Noima (din greacă νεῦμα, noima) este oricare din semnele din sistemele de notație muzicală care au înlocuit notația ecfonetică.
Notația cu noime (sau neumatică) continuă să fie utilizată în prezent în cântarea bizantină și gregoriană, în special în comunitățile monastice.
Cântarea religioasă corală utilizează notația contemporană.

## Origine
Primele notații ecfonetice, apărute din secolul al V-lea, utilizau simboluri care încadrau porțiuni ale textului, fiind probabil o notație simplificată pentru diferite formule muzicale. 
Originea neumelor nu este cunoscută cu certitudine. Există mai multe teorii plauzibile: o evoluție din accentele gramaticale din greaca veche sau latină, din gesturile cantorului (dascălului) sau din notația ecfonetică. 

## Evoluție
Inițial au existat mai multe sisteme diferite de notație cu noime. Acestea indicau înălțimea relativă a sunetelor pentru o frază muzicală, dar nu și pentru intreaga compoziție. Cantăreții trebuiau sa se bazeze în interpretare pe tradiția orală sau pe experiența proprie. Pentru păstrarea tradiției muzicale a fost necesară dezvoltarea unui sistem de notație mai exact. Două sisteme principale au apărut în timp: în cântul de tradiție bizantină este notată mărimea intervalelor (diferența intre două note), în cântul gregorian este notată înălțimea notelelor individuale.

## Neumele cântului bizantin
Sunt cunoscute două sisteme inițiale de notație cu neume, denumite Coislin and Chartres, inlocuite în secolul al XII-lea de o notație exactă. 
Ioan Cucuzel (1280? d.Hr.–1360? d.Hr.) în Evul Mediu și reformele de la începutul secolulul al XIX-lea (de exemplu introducerea solfegiului și denumirea sunetelor unei scări: Pa, Vu, Ga etc.) au simplificat o notație care devenise prea complexă. 

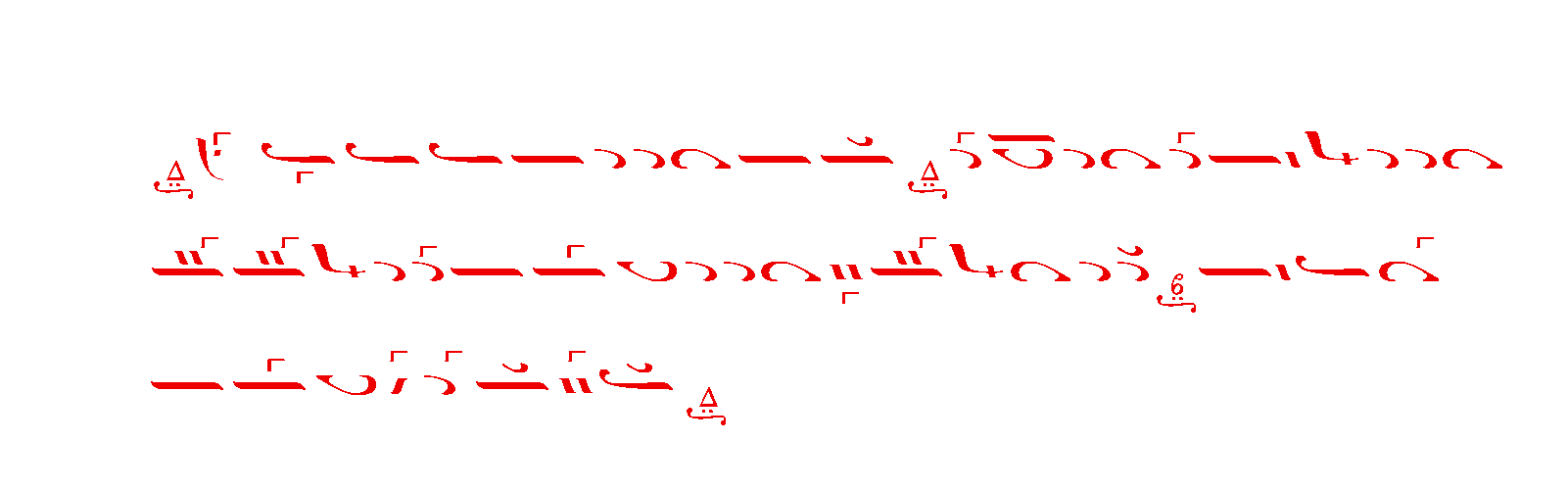
Exemplu de notație cu neume in cântarea de tradiție bizantină.

Mărturiile (vedeți figura) indică înalțimea notei initiale. Neumele dintre mărturii coboară sau urcă un număr fix de trepte. 
Ritmul este indicat de un set separat de semne care modifică durata unei neume (vedeți figura).
În prezent, notația cu neume bizantine este folosită în cântul de tradiție bizantină în Bisericile Ortodoxă Română și Greacă. 

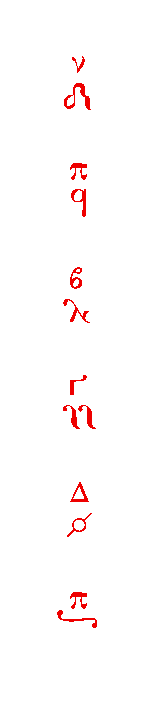
Exemple de mărturii.

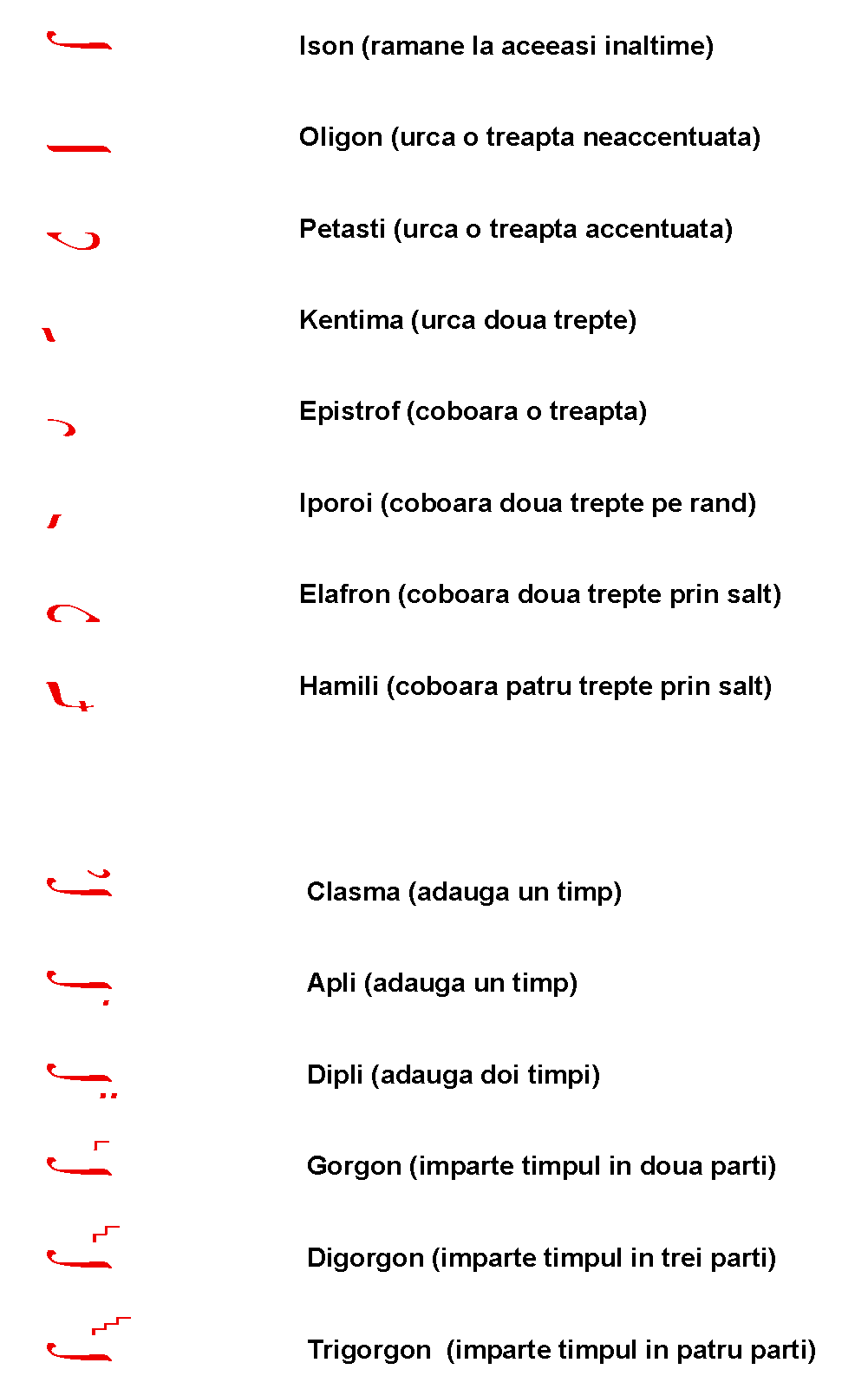
Tipuri de neume (sus) și neume de diferite durate (jos). Denumirile provin din limba greacă.

### Cântul bizantin pe portativ
In prezent, cântul de tradiție bizantină este uneori reprezentat pe portativ. Deși notația pe portativ diatonic nu poate reda fidel intervalele modurilor bizantine (vedeți tabelul), aceasta a fost considerată acceptabilă atât timp cât există în paralel o notație cu neume care reprezintă standardul.
Reprezentarea cântului în notație neumatică are avantajul ca o compoziție este notată exact la fel indiferent de glas deoarece scara sonoră este definită separat. De exemplu, o neumă care indică urcarea cu o treaptă nu precizează cât de mare este aceasta treaptă, mărimea treptelor fiind stabilită separat prin acordajul tetracordului care stă la baza modului (vedeți tabelul). Aceasta economie în notație se face totuși pe baza unui efort mai mare al cântărețului pentru ca acesta trebuie sa știe tot timpul pe ce treapta se afla pentru a ști cu cât sa urce pe treapta următoare (de exemplu, în glasul VIII diatonic în scara cu 22 de secțiuni de la Pa la Vu sunt 4 secțiuni, de la Vu la Ga sunt numai 3 etc).
|                     | Tetracord diatonic în glasul VIII |
| ------------------- | --------------------------------- |
| Portativ            | (1, 1, 1/2)                       |
| Neume (22 secțiuni) | (4, 3, 2)                         |
| Neume (68 secțiuni) | (12, 9, 7)                        |
| Neume (72 secțiuni) | (12, 10, 8)                       |

## Neumele cântului gregorian

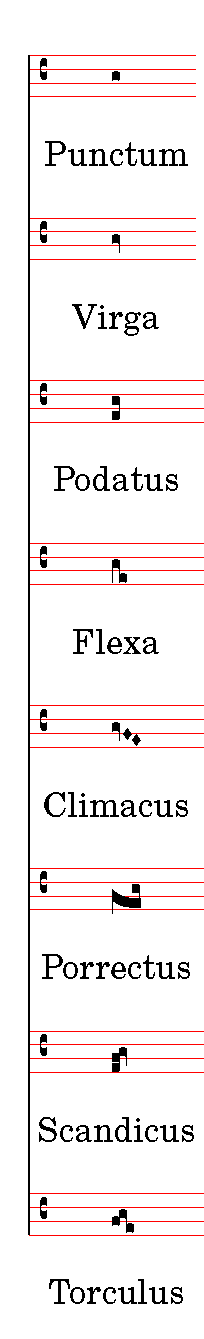
Exemple de neume simple (1-4) si compuse (5-8) în cântarea gregoriană. Neumele compuse sunt formate din mai multe neume simple.

Cele mai vechi manuscrise în vest care conțin neume provin din secolele IX-X. Neume de diferite forme au aparut în mai multe familii regionale distincte (în regiuni aflate acum in sudul Italiei, in Elveția, nordul Franței, Anglia, sudul Franței si nordul Spaniei) care treptat s-au unificat. 

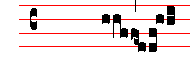
Un exemplu de notație cu neume în cântarea gregoriană. Semicercul pe linia a doua de sus indică poziția notei do (sau C).

Din secolul al XI-lea neumele au fost aliniate pe un portativ, devenind astfel o notație precisă, o inovație datorată lui Guido d'Arezzo. 
Ritmul este indicat prin serii de ligaturi (neume care combina punctum și/sau virga) care stabilesc modurile ritmice. Acestea au apărut în sec. XII in repertoriul catedralei Notre-Dame din Paris.   
Forma neumelor folosite în cântul gregorian prezent a apărut în sec. al XII-lea. În timp, neumele cantarii gregoriene au evoluat în notele notației măsurate și, ulterior, în notele muzicale actuale. 

### Ilustrații
Exemple de neume pot fi văzute aici: "Basic & Liquescent Aquitanian Neumes" (arhiva de la 10 iunie 2006, accesată la 12 septembrie 2014).

### Chei
Neumele sunt scrise pe un portativ cu patru linii pe linii și spații, spre deosebire de notația muzicală modernă, care utilizează cinci linii. Cântul nu se bazează pe nici-o înălțime sau cheie absolută; cheile au doar rolul de a stabili locul semitonurilor și a tonurilor în gama de solfegiere sau cea hexacordică: ut, re, mi, fa, sol, la, ti, ut. Cheia plasată pe o linie marchează locația lui „ut” în cazul cheii Do, sau locul lui „fa” în cazul cheii Fa, după cum se arată:
|  | Cheia Do |
|  | Cheia Fa |

### Neume de redare a unui singur sunet (neume simple)
|  | Punctum   |
|  | Virga     |
|  | Bipunctum |

Virga și punctum sunt cântate identic, diferențierea lor fiind necesară în notațiile adiastematice, corespunzătoare, în contextul de mișcare melodică, sunetelor grave (punctum), respectiv, acute (virga).  Cercetătorii nu sunt de acord cu privire la faptul dacă bipunctul indică o notă de durată dublă sau dacă aceeași notă ar trebui să fie rearticulată. Atunci când această din urmă interpretare este favorizată, ea poate fi numită și o neumă repercusivă.

### Neume de redare a două sunete
|  | Clivis          | Două sunete descendente |
|  | Podatus sau Pes | Două sunete ascendente  |

Când două note sunt una deasupra celeilalte, ca în cazul lui „podatus”, nota inferioară este întotdeauna cântată mai întâi.

### Neume de redare a trei sunete
|  | Scandicus | Trei sunete ascendente  |
|  | Climacus  | Trei sunete descendente |
|  | Torculus  | Jos-sus-jos             |
|  | Porrectus | Sus-jos-sus             |

Faptul că primele două note ale porrectusului sunt legate mai degrabă ca diagonale decât ca niște note individuale pare să fie o scurtătură a copistului.

### Neume compuse
Mai multe neume la rând pot fi juxtapuse deasupra unei singure silabe, dar următoarele utilizări au nume specifice. Acestea sunt doar câteva exemple.
|  | Praepunctis | un sunet care precede nota este praepunctis; acest exemplu este un podatus pressus deoarece implică o notă repetată |
|  | Subpunctis  | unul sau mai multe sunete anexate la sfârșitul unei neume; acest exemplu este un scandicus subbipunctis             |

### Alte marcaje de bază
|  | Bemol  | Același înțeles ca și bemolul modern; apare doar pe si și este plasat înaintea întregului grup sau grup de neume, mai degrabă decât imediat înaintea notei afectate. |
|  | Custos | La finalul portativului custos indică primul sunet din următorul portativ                                                                                            |
|  | Mora   | Ca un punct în notația modernă, prelungește nota precedentă, de obicei dublând-o                                                                                     |

### Marcaje de interpretare
Interpretarea acestor marcaje este obiectul unor mari dispute între cercetători.
|  | Episema verticală  | Indică un accent subsidiar atunci când există cinci sau mai multe note într-un grup nou. Acest marcaj a fost o invenție a interpreților Solemnes, mai degrabă decât o marcare a manuscriselor originale.                                                |
|  | Episema orizontală | Utilizată deasupra unui singur sunet sau într-un grup de sunete (după cum se arată), în mod esențial ignorat în interpretarea Solesmes; alți savanți îl tratează ca indicând o prelungire sau o accentuare asupra sunetului.                            |
|  | Neuma licvescentă  | Poate apărea pe aproape orice tip de neumă îndreptată în sus sau în jos; asociată în mod obișnuit cu anumite combinații de litere, cum ar fi consonanțe duble, perechi de consonanțe sau diftongi în text; de obicei interpretate ca un fel apogiatură. |
|  | Quilisma           | Întotdeaun se atașează unei neume de redare a mai multor sunete, de obices un climacus,acest semn dă motiv multor dispute, interpretarea Solesmes este aceea că nota precedentă trebuie să fie prelungită ușor.                                         |

Alte interpretări ale quilismei:
·        Trill – prof. William Mahrt de la Universitatea Stanton susține această interpretare. Această interpretare este de asemenea pusă în practică de Washington Cappella Antiqua, sub îndrumarea actuală a dr. Patrick Jacobson.
·        Sfert de ton sau accident. Sprijinul pentru această interpretare constă în unele manuscrise digraphice vechi, care combină nivelele chironomice cu denumirea liretală. În locurile în care alte manuscrise au quilisme, aceste digraphuri au adesea un simbol ciudat în locul unei litere, sugerând unor cercetători folosirea unei înălțimi în afara sistemului de solmizare reprezentat de denumirea literală.
Există și alte forme neobișnuite de neume gândite să indice anumite tipuri de performanță vocală, deși semnificația lor precisă este o subiecte de dezbatere:
·        Trigon-ul. Interpretarea ortodoxă Solesme a acestei neume obscure cu trei sunete este unison plus o treime mai jos, dar există și alte posibilități. Se pare că a apărut la St. Gall, deși este, de asemenea, larg răspândită în sursele de cântare franceze din secolele 10 și 11. S-a sugerat că poate avea un înțeles microtonal, dar există "o lipsă de convingere admisă în argumentele în favoarea notelor mai mici decât o jumătate de secundă".
·        Distrofa și tristropha sunt grupuri de două și trei apostrofe, de obicei de același înălțime. Probabil s-au deosebit de sunetele normale repetate (virgae sau puncta) în modul în care au fost cântate. Deși există o îndoială în această privință, majoritatea copiștilor moderni acceptă descrierea lui Aurelian de Réme despre o reiterare staccată.
·        Oriscus-ul este o neumă de o singură notă, de obicei găsită adăugată ca sunet auxiliar unei alte neume. Numele poate proveni fie din horos grecesc (limită), fie din ōriskos (deal mic). Modul său de interpretare nu este clar. Deși a fost sugerată o interpretare microtonală, există posibile dovezi contradictorii în Tonarul de la Dijon, Montpellier H. 159.
·        Pressus este o neumă compusă, de obicei implicând o neumă inițială urmată de un oriscus și un punctum. Neuma inițială poate fi o virga (în care caz virga + oriscus poate fi denumită împreună straturi de virga), caz în care pressus indică trei note; dacă neuma inițială este un pes, atunci compusul indică un grup cu patru note. Ca și în cazul oriscului în sine, interpretarea nu este sigură. Când cântecul a ajuns să fie notat pe un portativ, oricusul a fost în mod normal reprezentat ca având același înălțime cu nota imediat precedentă.
Există, de asemenea, semnificații literare în multe manuscrise, de obicei interpretate pentru a indica variații în tempo, de ex. c = celeriter (rapid), t = tenete (susținut) (o formă timpurie a lui tenuto), a = auge (lungire). Edițiile Solesmes omit toate aceste litere.

### Notația digitală
Deoarece programele de notație se concentrează, de obicei, pe notația muzicală europeană modernă, programe care permit utilizatorului să folosească neume sunt foarte rare.
·        Gregorio este un software special creat în acest scop. Cu propria GABC-Sintaxă și împreună cu LuaTeX furnizează o producție de calitate superioară a pieselor de notație cvadrată și, de asemenea, cu neumele de la St. Gall.
·        Finale poate fi îmbunătățit cu Medieval 2, un pachet de a treia parte dedicat muzicii timpurii și în special notației neumatice.
·        Lilypond este un program capabil să reproducă sonor neumele.
·        Unele fonturi deschise pentru utilizatori sunt disponibile, care pot fi utilizate de programe obișnuite de birou sau de cele pentru notație muzicală.

## Alte exemple

### Cântul armean
Manuscrise din sec. IX contin o notație ecfonetică originală. Un sistem propriu, numit khaz, inexact în înălțime, a apărut cel mai devreme în secolul XII. Absența unei notații exacte a dus la imposibilitatea unei cunoașteri exacte a interpretării compozițiilor medievale în acest sistem. La începutul secolul XIX a fost, în final, înlocuit de un sistem exact.  

### Cântul georgian
Neumele au aparut în cântul georgian in Evul Mediu, fiind înlocuite în sec. XVII și XIX de noi sisteme. 

### Cântul rus
Initial neumele cântului rus au avut forma Coislin. Au fost înlocuite relativ târziu, în sec. XV, de un sistem original, care totuși nu era precis în înălțime. Acesta a fost înlocuit la rândul lui în sec. XVII de un sistem precis, care indică înălțimea notelor ca și în cântul gregorian, nu mărimea intervalelor.